# Spermacoce warmingii
Spermacoce warmingii là một loài thực vật có hoa trong họ Thiến thảo. Loài này được (K.Schum.) Kuntze miêu tả khoa học đầu tiên năm 1898.